# Gerichte der Alliierten in Deutschland
Die Gerichte der Alliierten in Deutschland waren Gerichte der alliierten Besatzungsmächte in Deutschland in den 1920er-Jahren infolge des Ersten Weltkriegs (Rheinlandbesetzung) und von 1944 bis 1955 bzw. in West-Berlin bis 1990 infolge des Zweiten Weltkriegs.

## Infolge des Ersten Weltkriegs

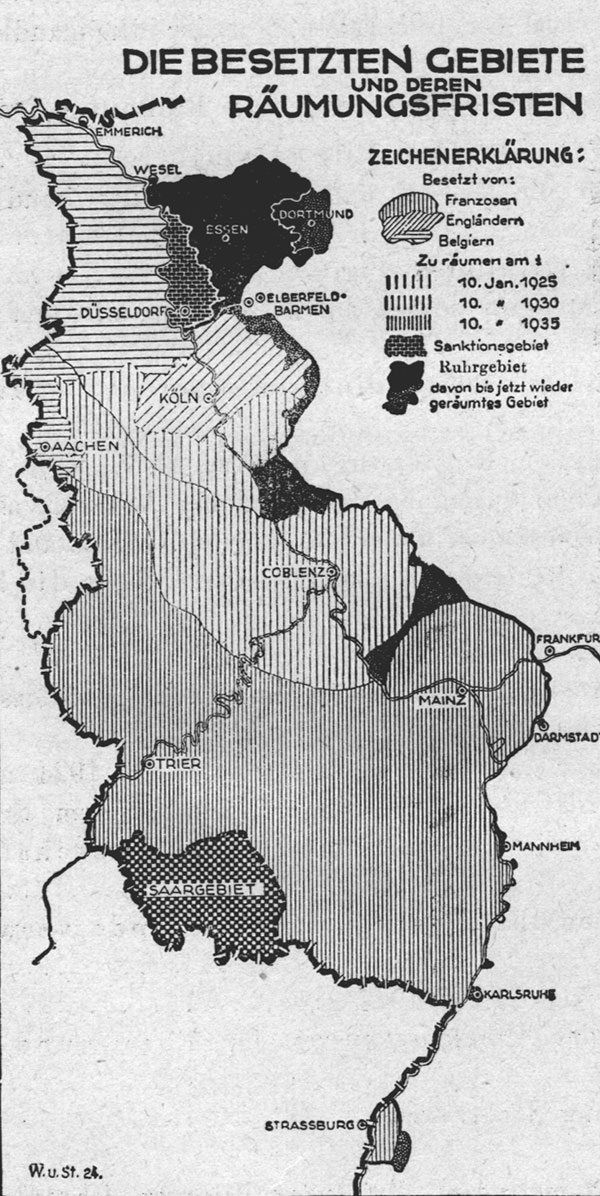
Besetztes Rheinland (1923)

Die Gerichtsbarkeit der Alliierten Belgien, Frankreich, Großbritannien und USA beruhte auf Art. 3 Abs. d und e der Vereinbarung zu Art. 428 ff. des Versailler Vertrags von 1919, betreffend die militärische Besetzung der Rheinlande. Sie wurde ausgeübt durch Militärgerichte, die auch über deutsche Zivilpersonen urteilten.

## Infolge des Zweiten Weltkriegs
Ein gemeinsames Gericht aller vier Alliierten Sowjetunion, USA, Großbritannien und Frankreich war der schon während des Kriegs beschlossene Internationale Militärgerichtshof. Im Übrigen wurden durch KRG Nr. 4 vom 30. Oktober 1945 bestimmte Gegenstände der deutschen Gerichtsbarkeit entzogen; für diese Sachen wurden alliierte Gerichte zuständig.

### Sowjetische Zone
In der sowjetischen Zone bestanden reine Militärgerichte (sowjetische Militärtribunale, SMT). Nach der Bildung der Länder in der Sowjetischen Besatzungszone waren sie 1946 in Berlin sowie in den fünf Landeshauptstädten Schwerin, Potsdam, Weimar, Halle/Saale und Dresden ansässig. Oberste Aufsichts- (nicht: Rechtsmittel-) Instanz in Deutschland war das auf Ebene der (Gesamt-)Gruppe der Sowjetischen Streitkräfte in Deutschland (GSSD) bestehende Tribunal (Vorsitz 1946–50: N. Ja. Majorow), weiter übergeordnet das Militärkollegium des Obersten Gerichtshofs der UdSSR. Später wurden die Gerichte mit Feldpostnummern bezeichnet. Besondere Bedeutung in politisch brisanten Sachen gewann das „Militärtribunal des Truppenteils 48240“ (военный трибунал войсковой части 48240; möglicherweise identisch mit dem SMT der GSBSD). Organisation und Verfahren der SMT waren weitgehend intransparent.

### Westzonen
Auch in den Westzonen gab es ursprünglich Militärgerichte nach der SHAEF-Verordnung Nr. 2 von 1944. Ihr Aufbau war dreistufig: obere, mittlere, einfache Militärgerichte.
Beschränkungen der deutschen Gerichtsbarkeit ergaben sich aus AHK-Gesetz Nr. 13 von 1949, welches in den Westzonen KRG Nr. 4 und weitere Regelungen ablöste. So waren den deutschen Gerichten kraft Gesetzes insbesondere entzogen
- Straftaten von Angehörigen der Besatzungsmacht (Art. 1 Buchst. a)
- Straftaten gegen die Besatzungsmacht oder ihre Rechtsvorschriften (Art. 1 Buchst. b)
- zivilrechtliche Streitigkeiten unter Beteiligung von Angehörigen der Besatzungsmacht (Art. 2 Buchst. a)

Darüber hinaus bestand für Besatzungsbehörden die Möglichkeit, einzelne Sachen an sich zu ziehen (Evokation, Art. 7). Das angewandte Recht war teilweise deutsches Recht, teilweise Besatzungsrecht (und, vermittelt darüber, auch Heimatrecht der Besatzungsmacht).
Während für die Straftaten von Angehörigen der Besatzungsmacht naturgemäß reine Militärgerichte zuständig waren, verlief die Entwicklung des Gerichtswesens im Übrigen ab 1947/48 je nach Zone und Rechtstradition der Besatzungsmacht unterschiedlich. In allen drei Westzonen wurden zudem Rückerstattungsgerichte für NS-Opfer geschaffen, außerdem Entschädigungsgerichte für Besatzungsschäden (vgl. dazu AHK-Gesetz Nr. 47 von 1951).

#### Amerikanische Zone
In der amerikanischen Zone wurde zunächst durch Verordnung Nr. 6 von 1945 zusätzlich ein Zivilgericht der Militärregierung (Military Government Court for Civil Actions) für Straßenverkehrsunfälle mit Sitz in Stuttgart errichtet und durch Verordnung Nr. 16 von 1947 zwei Rheinschifffahrts-Strafgerichte (Rhine Navigation Criminal Courts) in Mannheim und Wiesbaden.
Eine komplette Neuorganisation des Gerichtswesens erfolgte mit Verordnung Nr. 31 von 1948: Es gab nun elf Bezirksgerichte (District Courts; Bremen, Berlin, Marburg, Frankfurt am Main, Heidelberg, Stuttgart, Augsburg, München, Regensburg, Ansbach, Würzburg) und ein Berufungsgericht (Court of Appeals), dazu eine Strafprozessordnung (Verordnung Nr. 32) und eine Zivilprozessordnung (Verordnung Nr. 33). Durch Gesetz Nr. 10 von 1950 wurden diese Gerichte zu „Amerikanischen Gerichten der Alliierten Hohen Kommission für Deutschland“. Gesetz Nr. 20 von 1951 mit zugehöriger Bekanntmachung Nr. 1 überführte sie in ein Amerikanisches Gericht mit sieben Bezirken (Bremen, Berlin, Frankfurt am Main, Stuttgart, München, Regensburg, Nürnberg) und ein Amerikanisches Berufungsgericht.
Das Berufungsgericht hatte seinen Sitz zunächst in Nürnberg, ab 1951 in Frankfurt am Main. Sein Präsident (Chief Justice) war von 1949 bis 1954 William Clark. Entscheidungssammlung: Court of Appeals reports = Berufungsgerichtsentscheidungen (1.1949–20.1954/55, ZDB-ID 217288-4 und ZDB-ID 217289-6).
Ausführungsverordnung Nr. 4 zum Gesetz Nr. 59 von 1948 schuf einen Board of Review für Rückerstattungssachen mit Sitz in Nürnberg, durch Ausführungsverordnung Nr. 7 von 1950 umgewandelt in ein Rückerstattungsberufungsgericht (Court of Restitution Appeals, CORA), welches durch Gesetz Nr. 21 von 1951 aus den „Amerikanischen Gerichten der Alliierten Hohen Kommission“ herausgelöst und verselbständigt wurde. Entscheidungssammlung: Court of Restitution Appeals reports (1.1951–5.1955, ZDB-ID 205673-2).

#### Britische Zone
In der britischen Zone wurden durch Verordnung Nr. 68 von 1947 neue „Gerichte der Kontrollkommission“ geschaffen, nämlich Niedergerichte (Summary Courts) an verschiedenen Orten und ein Oberster Gerichtshof (Supreme Court; nicht zu verwechseln mit dem Obersten Gerichtshof für die Britische Zone in Köln), bestehend aus einem Obergericht (High Court) und einem Berufungsgericht (Court of Appeal). Verordnung Nr. 72 von 1947 regelte das Strafverfahren.
Sitz des Berufungsgerichts war Herford, Oberrichter (Chief Judge) von 1947 bis 1950 der Neuseeländer Lindsay Merritt Inglis. Entscheidungssammlung: Court of Appeal reports. Criminal cases = Entscheidungen des Berufungsgerichts. Strafsachen (1947–1950, ZDB-ID 88465-0).
Mit der 6. Durchführungsverordnung zum Gesetz Nr. 59 von 1950 wurde ein Board of Review (Nachprüfungsausschuss) für Rückerstattungssachen errichtet und durch Verordnung Nr. 255 von 1954 umgewandelt in das Oberste Rückerstattungsgericht für die Britische Zone (Supreme Restitution Court for the British Zone, SRC). Entscheidungssammlung: Decisions of the Supreme Restitution Court for the British Zone (1.1954–5.1955, ZDB-ID 704385-5).
Durch Verordnung 228 von 1951 wurde ein Entschädigungsgericht geschaffen.

#### Französische Zone
In der französischen Zone wurde mit Verordnung Nr. 56 von 1946 zusätzlich ein Tribunal Français für französisches Zivilpersonal geschaffen. Im Übrigen folgte die Verfügung Nr. 43 von 1946 noch der SHAEF-Verordnung Nr. 2 von 1944: es gab ein Oberstes Gericht (Tribunal Général), fünf Mittlere Gerichte (Tribunaux Intermédiaires; Freiburg, Reutlingen, Neustadt, Koblenz, Saarbrücken) und 30 Untere Gerichte (Tribunaux Sommaires). Das Tribunal Intermédiaire Neustadt und die Tribunaux Sommaires wurden durch Verordnung Nr. 99 von 1947 aufgelöst und teilweise durch detachierte Kammern der übrigen Tribunaux Intermédiaires ersetzt. Zwei bekannte Entscheidungen des Tribunal Général ergingen in den Fällen Tillessen und Natzweiler (siehe auch Rastatter Prozesse).
Eine Neuorganisation erfolgte mit Verordnung Nr. 177 und Verfügung Nr. 89 von 1948: nun bestanden (neben dem Tribunal Français) ein Obergericht (Tribunal Supérieur) und fünf Gerichte erster Instanz (Tribunaux de Première Instance; eines in Rastatt speziell für Kriegsverbrechen, die anderen in Freiburg, Reutlingen, Neustadt und Koblenz, wobei Berlin Freiburg zugeordnet war). Durch Verordnung Nr. 237 von 1949 wurden die Gerichte der französischen Militärregierung zu „Französischen Gerichten der Alliierten Hohen Kommission für Deutschland“. Mit Verordnung Nr. 242 und Verfügung Nr. 152 von 1950 entfiel das Gericht erster Instanz für Kriegsverbrechen, und Berlin erhielt ein eigenes Gericht erster Instanz. Mit Anordnung Nr. 188 von 1952 blieben von den fünf Gerichten erster Instanz nurmehr zwei (Rastatt und Berlin).
Sitz des Tribunal Général bzw. des Tribunal Supérieur war Rastatt; sein Präsident war von 1948 bis 1955 Alfred Weninger.
Mit Verordnung Nr. 134 von 1947 wurden Entschädigungsgerichte geschaffen. Durch Verordnung Nr. 252 von 1950 wurde ein Obergericht für Rückerstattungssachen (Cour Supérieure pour les Restitutions, CSR) mit Sitz in Rastatt errichtet; Entscheidungssammlung: Recueil des arrêts de la Cour Supérieure pour les Restitutions à Rastatt (1.1951/52–2.1953/55; ZDB-ID 216328-7).

### Nachfolgeregelungen
In den oben erwähnten drei Konstellationen verteilte sich die Gerichtsbarkeit nach 1955 (mit Ausnahme von West-Berlin) auf staatsvertraglicher Grundlage (Status of Forces Agreements) folgendermaßen:
- Straftaten von NATO-/GSSD-Angehörigen
  - gegen die eigene Truppe oder in dienstlicher Eigenschaft: Gerichtsbarkeit beim Entsendestaat (Art. 7 Abs. 3 NTS[38]; Art. 5, 6 Streitkräfteabkommen[39])
  - sonst: jeweilige deutsche Gerichtsbarkeit (Ausnahme: Verzicht nach Art. 19 NTS-ZA[40])
- sonstige Straftaten gegen NATO/GSSD: jeweilige deutsche Gerichtsbarkeit (siehe auch NATO-Truppen-Schutzgesetz[41])
- Zivilsachen unter Beteiligung von NATO-/GSSD-Angehörigen
  - jeweilige deutsche Gerichtsbarkeit
  - Besonderheit bei Schädigungen, begangen von NATO-/GSSD-Angehörigen in dienstlicher Eigenschaft: Geltendmachung gegenüber den jeweiligen deutschen Behörden (Art. 8 Abs. 5 NTS und Art. 12 Abs. 2, Art. 25 NTS-AG[42]; Art. 25 Rechtshilfeabkommen[43])

Die drei Rechtsmittelgerichte für Rückerstattungssachen wurden zu je einem Senat in dem von 1955 bis 1990 bestehenden internationalen Obersten Rückerstattungsgericht in Herford.

### West-Berlin
AKB-Gesetz Nr. 7 von 1950 legte in Anlehnung an AHK-Gesetz Nr. 13 Vorbehalte hinsichtlich der deutschen Gerichtsbarkeit in Berlin fest. Durch AKB-Gesetz Nr. 25 von 1953 wurde ein Oberstes Rückerstattungsgericht für Berlin geschaffen; Entscheidungssammlung: Entscheidungen des Obersten Rückerstattungsgerichts für Berlin (1.1953/54–34.1980/88, ZDB-ID 1880-6).
Nach Beendigung des Besatzungsstatuts für Westdeutschland im Jahr 1955 bestanden die alliierten Gerichte in Berlin zunächst fort (vgl. Art. 2 Deutschlandvertrag); im amerikanischen Sektor trat durch Gesetz Nr. 46 von 1955 ein Amerikanisches Gericht für Berlin an die Stelle der bisherigen Gerichte. 
Die alliierten Gerichte in Berlin kamen selten zum Einsatz. Drei Beispiele:
- Im November 1969 verurteilte das Gericht der französischen Militärregierung in Berlin nach einer Flugzeugentführung von Warschau nach Berlin-Tegel die Ost-Berliner Ulrich von Hof und Peter Klemt nach den §§ 315, 240 StGB und Art. 2 der Verordnung Nr. 511[49] zu je zwei Jahren Freiheitsstrafe.[50]
- Im März 1971 verurteilte das Britische Obergericht den Rechtsextremisten Ekkehard Weil wegen versuchten Mordes an dem sowjetischen Wachsoldaten Iwan Schtscherbak beim sowjetischen Ehrenmal zu sechs Jahren Freiheitsstrafe.[51]
- Im Mai 1979 verurteilte das Amerikanische Gericht für Berlin nach einer Flugzeugentführung von Danzig nach Berlin-Tempelhof den Ost-Berliner Detlef Tiede unter Beteiligung einer Jury[52] nach § 239b StGB zu neun Monaten Haft.

Infolge von Art. 7 des Zwei-plus-Vier-Vertrages wurden die alliierten Gerichte 1990 auch in Berlin aufgelöst.